# José de la Paz Herrera
José de la Paz Herrera Uclés, również Chelato Uclés (ur. 21 listopada 1941 w Soledad, zm. 28 kwietnia 2021 w Tegucigalpie) – honduraski piłkarz i trener piłkarski, reprezentant kraju grający na pozycji pomocnika.

## Życiorys

### Kariera klubowa
Całą karierę piłkarską spędził w klubie CD Atlético Español.

### Kariera trenerska
Po zakończeniu kariery piłkarskiej został trenerem. W latach 1969–1970 prowadził Motaguę Tegucigalpa. Z Motaguą dwukrotnie zdobył mistrzostwo Hondurasu w 1969. W 1974 był trenerem Real España San Pedro Sula, a w 1980 w CD Broncos. Z Broncos zajął trzecie miejsce w lidze oraz zdobył Copa Interclubes UNCAF. W latach 1979–1982, 1985–1987 i 1989–1990 był selekcjonerem reprezentacji Hondurasu. W 1980 i 1981 prowadził ją w eliminacjach Mistrzostw Świata 1982, w których Honduras po raz pierwszy w historii wywalczył awans do mundialu.
Na mundialu Honduras zremisował z Hiszpanią, Irlandią Północną oraz minimalnie przegrał z Jugosławią. W 1985 prowadził reprezentację w przegranych eliminacjach Mistrzostw Świata 1986. Podobnie było cztery lata później. W 1990 prowadził meksykański klub Santos Laguna Torreón, a w 1992 Olimpię Tegucigalpa.
W latach 2001–2008 prowadził klub C.D. Marathón. Z Marathónem pięciokrotnie zdobył mistrzostwo Hondurasu Clausura 2002, Clausura 2003, Apertura 2004, Apertura 2007, Apertura 2008.reprezentację Hondurasu w Copa América. Honduras odniósł na niej wielki sukces zajmując trzecie miejsce. W latach 2005–2006 równocześnie z pracą po raz czwarty prowadził reprezentację Hondurasu.
W 2005 Honduras zajął trzecie miejsce na Złotym Pucharze CONCACAF. De la Paz Herrera odszedł z posady selekcjonera po przegranych eliminacjach Mistrzostw Świata 2006.
Od 2010 był selekcjonerem reprezentacji Belize.

### Kariera polityczna
Od 2005 był członkiem honduraskiego parlamentu z ramienia Partii Liberalnej.